# Homoki vipera
A homoki vipera (Vipera ammodytes) a hüllők (Reptilia) osztályába a kígyók (Serpentes) alrendjébe és a viperafélék (Viperidae) családjába tartozó, mediterrán elterjedésű, erős méreganyaggal rendelkező, közepes termetű viperafaj.

## Névadás
A homoki vipera (Vipera ammodytes) fajnevet igen megtévesztően választották meg, mert ez a kígyó szinte sohasem él homokos talajon. Ez az elnevezés sokkal jobban illik az Észak-Afrikában és az Arab-félsziget egyes területein élő szarvasviperára (Cerastes cerastes). Ennek a fajnak a szemei fölött egy-egy kis szarvacska helyezkedik el; feltehető, hogy Linné (1758), amikor leírta a Vipera ammodytes-t (eredetileg Coluber ammodytes), valamiféle párhuzamot vélt felfedezni a két faj szarvai, majd ebből adódóan ezek életmódja és biotópja között.
A Vipera genusz név az elevenszülésre utal. Vivipara azt jelenti elevenszülő, ami a vivo (élek), és a paro (szülök) latin szavakból származik, így lett a vivipara-ból a Vipera név. Míg a görög ammodytes szó homokon csúszót vagy mászót, illetve homokbúvárt jelent. Ebből vette át a magyar (homoki vipera), német (Sandotter), vagy a francia (Vipére ammodyte) nyelv a maga elnevezését. Ezzel szemben azonban más nyelvek elnevezései előnyben részesítik az orrszarvra utaló névadást, mint pl. az angol (Nose-horned Viper), az olasz (Vipera dal corno) vagy román (Vipera cu corn) nyelvek. Ezt kezdi némileg követni a német nyelv is, amelyben újabban az europäische Hornotter (európai szarvasvipera) elnevezés is feltűnt.
1974-ben Sochurek a Dél-Ausztriában (szűkebben Kelet-Karintiában) élő formát alfaji rangra emelte, és ezt kedves öreg barátjának - az osztrák homoki vipera másik nagy szakértőjének - a Friesachban élő Gregor Wallnernek ajánlotta. Így született meg a Vipera ammodytes gregorwallneri alfaj elnevezése.

## Elterjedése
Ausztria (Karintia, Dél-Stájerország), Északnyugat-Olaszország, Horvátország, Szlovénia, Bosznia-Hercegovina, Montenegró, Macedónia, Szerbia, Románia, Bulgária, Albánia, Görögország (előfordul a Paros, Antiparos, Strongylo és Andros szigeteken), Törökország, Oroszország, Örményország.

## Megjelenése
A homoki viperákra jellemző az ivari kétalakúság. A hímek ezüst- vagy fehéresszürke alapon sötét cikcakkos hátmintát viselnek, amely a farok hegyéig húzódik. Az oldalakon a hátrajzolatnál gyengébb tónusú foltok láthatók. Orrcsúcsukon pikkelyszarvat viselnek. A fejtetejükön halotti urnára vagy kétágú gyertyatartóra emlékeztető, ritkán csíkokkal is megtoldott rajzolat lehet. A fej oldalán, a szemek hátsó szélétől a szájszögletig, néha a halántékig érő sötét sávok húzódnak. A felső ajakpajzsok szürkésfehérek, néhol foltosak. Hasoldaluk szürkés, sőt foltokkal spriccelt. Farokvégük alulról téglavörös. A nőstények alapszíne rózsaszínes, vöröses vagy barnás, a hímekével megegyező, de gyengébb tónusú hátszalaggal. Fejük hasonló. Hasoldaluk az előbb említett alapszínek valamelyikéhez közelít és úgyszintén erősen pöttyözött. Farokvégük téglavörös. Ritkán akadnak egyszínű vörös vagy fekete példányok is. A homoki viperák rendszerint 60–80 cm hosszúak. Rekordpéldányuk 110 cm-es volt. A Phároszon előforduló homoki viperák mindössze 38–45 cm-esre nőnek.
|  |

## Alfajai
| Alfaj                 | Leíró           | Testhossz                 | Ventralia | Subcaudalia | Elterjedése |
| --------------------- | --------------- | ------------------------- | --------- | ----------- | --- |
| V. a. ammodytes       | Linnaeus, 1758  | max. 82 cm                | 134-152   | 21-23 pár   | Ausztria (Karintiában és Dél-Stájerországban), Észak-Olaszország, Szlovénia, Horvátország, Bosznia-Hercegovina, Macedónia, Albánia, Északnyugat-Románia, Bulgária |
| V. a. gregorwallneri  | Sochurek, 1974  | hím 110 cm, nőstény 90 cm | 122-145   | 21 pár      | Ausztria, Albánia, Bosznia-Hercegovina, Macedónia, Montenegró |
| V. a. meridionalis    | Boulenger, 1903 | 60–80 cm                  | 133-147   | 24-35 pár   | Görögország, Törökország |
| V. a. montandoni      | Boulenger, 1904 | 50–60 cm                  | 149-158   | 30-38 pár   | Bulgária, Dél-Románia |
| V. a. transcaucasiana | Boulenger, 1913 | max. 75 cm                | 148-160   | 32-40 pár   | Örményország, Dél-Törökország (Anatólia) |

|  |  |

## Élőhelye
Száraz, napsütötte, déli fekvésű hegyoldalakat, bozótosokat, kőgörgeteges lejtőket, elhagyott kerteket és teraszos művelésű szőlőket részesítenek előnyben. Ezenkívül előfordulnak romoknál, machiával vagy krisztustövissel benőtt domboldalakon, réteken, valamint ritkás erdőkben. 2000 m-es magasságig hatolnak fel. Az elterjedési terület nagy részén napközben csak tavasszal és ősszel találhatók meg, amikor nem túl magas a hőmérséklet, mint a nyári forróságban. Akadnak kivételek is, a Velebiteki viperák nyáron is aktívak.

## Életmódja
A kifejlett példányok cickányokkal, pockokkal, egerekkel, vakondokkal, madárfiókákkal és gyíkokkal, a fiatalok elsősorban öves szkolopendrákkal (Scolopendra cingulata) és gyíkokkal táplálkoznak. Érdekes, hogy a termetes szkolopendrák viszont az újszülött viperákat is zsákmányolhatnak. A Kikládokon élő populációk gyakorlatilag egész évben tevékenyek, míg a többi vidéken általában október végétől március-áprilisig telelnek. Az egyedül telelő viperák ritkák, nagyobb kolóniákban alszanak. A gyökerek közti üregekben, föld alatti sziklahasadékokban, elhagyott bányákban, 1,5–4 m mélyen telelő állatok ötvenen-hatvanan, esetleg ezernél is többen lehetnek. Megosztják "ágyukat" más fajokkal, mint. például erdei siklóval (Zamenis longissimus), négycsíkos siklóval (Elaphe quatuorlineata), haragos siklókkal (Coluber caspius) és dahl-ostorsiklókkal (Platyceps najadum) is. Rövid ideig, főként a fiatal példányok a 0 °C alatti hőmérsékletet is elviselik. Tavasszal elsőként a hímek ébrednek, majd néhány nap múltán követik őket a nőstények. A párosodást a hímek viadala vezeti be. Maga a nász többnyire nem tart tovább két-három óránál. A megtermékenyült nőstények ezután sokat napoznak és intenzíven táplálkoznak, majd a vemhesség utolsó szakaszában beszüntetik a zsákmányszerzést. A kicsik július végétől október elejéig jönnek a világra. A homoki viperák a szabadban az ember elől elmenekülnek, de ha ebben megakadályozzák őket, harapással próbálkoznak. A nagyobb példányoknál a méregfogak hossza elérheti a 13 mm-t.

## Szaporodása
A hímek tavaszi vedlése jelzi a párzási ciklus kezdetét és a spermiogenezis befejeztét. Ekkor felkutatják a nőstény viperákat, és „megküzdenek” értük a riválisaikkal. A hímek harca itt is – mint a viperaféléknél általában – egymás lökdöséséből és lenyomásából áll. A kopuláció előtti rivalizálás és udvarlás, 12 napig is eltarthat és a hímek több nősténnyel is képesek eredményesen párzani.

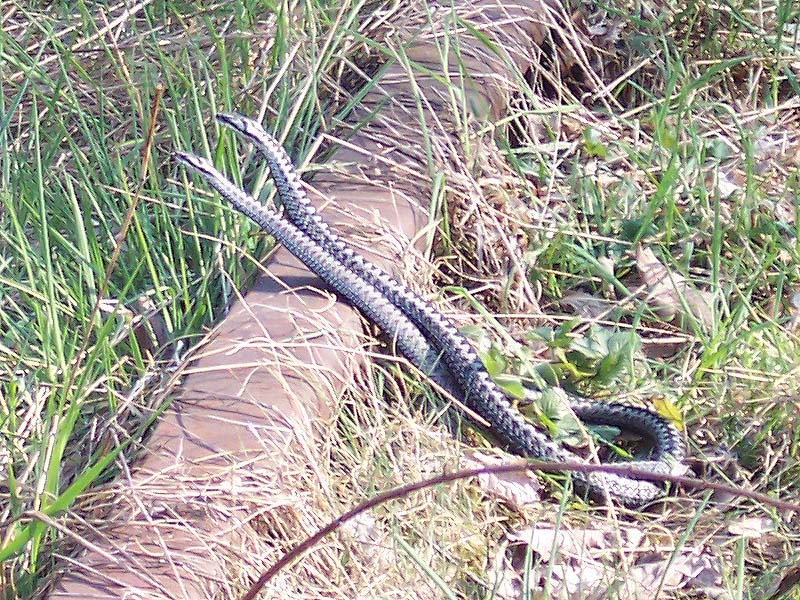
Hím viperák versengése (Vipera berus)

A párzás előtt a hím a nőstényen szaggatott mozgással mászik végig, miáltal a nőstény és a hím megfelelő testrészei a szükséges pozícióba kerülnek. A hím közben nyelvöltögetéssel tarja a kontaktust a párjával. Szerencsés esetben a nőstény az udvarlás hatására lassan előremászik, míg a hím a farkával megpróbálja átölelni a nőstény kloákájának tájékát. Ha ez sikerül, és a nőstény nem tanúsít ellenállást, akkor a hím a közelebb eső hemipénisz-tagot bevezeti a párja testüregébe. A kopuláció 20 perctől akár 4 óráig is eltarthat. Ennek során a nőstény nyugodtan fekve maradhat, együtt kúszhat a hímmel vagy maga után vonszolhatja a párját.
A párzási időszak áprilistól május közepéig tarthat, de kedvezőtlen időjárás esetén akár júniusig is elhúzódhat. Ezen időszak elmúltával a hímek visszavonulnak territóriumaikba.
A szülés általában a nyár végére esik, amikor a nőstények koruktól és méretüktől függően 3-12, ritkán 14-20 utódot hoznak a világra. A homoki vipera alfajai közül a V. a. gregorwallneri tudja a legtöbb utódot a világra hozni. Az újszülöttek hossza 14–24 cm. A fiatalok a születésük után 6 órán belül vedlenek. Az első vedlés után már meg lehet ismerni az ivarokat a jellegzetes színezetből.

## Mérge
A homoki vipera mérge elsősorban a vért és véredényeket károsítja, nagy mennyiségű idegmérgező (pre- és posztszinaptikus neurotoxin is), és kis mértékben sejtmérgező tényezői is vannak. Összetevői hatásosabb elegyet képeznek, mint más, közeli rokon fajok (V. berus, V. ursinii, stb.), és a marása halálos kimenetelű is lehet. A homokivipera méregmirigyeiben kb. 4-szer annyi méreg van mint egy keresztes viperáéban (V. berus). A homoki vipera alfajai közül a V. a. montandoni és a V. a. meridionalis méreganyaga a legerősebb.
A méreg erősen toxikus, populációnként változó. Brown (1973) ad LD50 értéket egerekre: 1,2 mg/kg (IV), 1,5 mg/kg (IP) és 2,0 mg/kg (SC) között. Novak et al. (1973) 0,44-0,82 mg/kg (IV) és 0,19-0,64 mg/kg (IP) közötti tartományban határozza meg. Minton (1974) 6,6 mg/kg (SC) -t állapít meg .
Mérgét a gyógyszeripar is felhasználja. Elsősorban fájdalomcsillapítók készítésében (reuma, izomláz és idegfájdalmak ellen), szívgyógyszerek, és vérkészítmények előállításban hasznosítják, de felhasználják az égések és daganatos betegségek gyógyításánál is. Ezenkívül még a csecsemők egy speciális anyagcsere zavarának leküzdésében is szerepe van, egy diagnosztizáló szer alkotóelemeként.
A homoki vipera mérgéből is készítenek marása elleni humánszérumot, amelyek polivalensek, azaz más viperafajok marása ellen is hatékony.
A V.ammodytes mérge ellen polivalens antivenint gyártó szérumtermelő intézetek:
| Behringwerke AG Postfach D-3550 Marburg/Lahn                         | Europa serum Vorderer und Mittlerer Orient serum |
| Schweiz Serum und Impfinstitut Rehagstrasse 79. CH-3018 Bern/Schweiz | Europa serum                                     |
| Pasteur Vaccins 3, Avenue Pasteur B.P. 10.                           | Ipser Europe                                     |
| F-92439 Marnes-La Coquette Instituto Sieroterapico e Vaccinogeno     | Snake Venom Antiserum (Vipera ssp., Europa)      |
| Imunoloski Zavod Rockefellerova 2. Zagreb/Horvátország               | Serum antiviperinum                              |

### Méreg hatása és tünetei
A marás külsőleg is látható fő tünetei:
- harapás helyét két piros pont jelzi amit a behatoláskor a fogak ütöttek a bőrön (a siklók harapásánál félkörben láthatók a fogak nyomai), de a marás történhet egy foggal is
- marás környéke feldagad és ez a dagadtság nem csak az egész végtagra, de a felsőtestre is kiterjedhet
- ödémák és fájdalmas nyirokcsomó-duzzanatok keletkeznek, amelyek elgennyesedhetnek
- vérömlenyek keletkezhetnek, melyek gyakran jól láthatóvá válnak[3]

A megmart személyeknél általában a következő tünetek jelentkeznek: félelemérzet, szívdobogás, szédülés, fejfájás, izzadás, gyengeség, hányinger, súlyosabb esetekben láz, hasi fájdalmak, székelési és vizelési zavarok. Ha az idegmérgező faktorok is megnyilvánulnak, akkor egyensúlyi, látási, beszéd- és nyelési zavarok lépnek fel. Előfordul a szemhéj ernyedt lógása, az állkapocs bénulása, légszomj és az eszméletvesztés is.
A méreg a szervezetben előidézi a vérnyomás csökkenését, a vörös vérsejteket feloldja, a sejtszöveteket elbontja, a helyi vérzéseket fokozza. A toxin hat az idegekre (kettős látás, beszéd- és nyelészavar stb.), azonban nem elhanyagolható tényező véralvasztó hatása. A tünetek nem jelentkeznek kötelező érvényűen minden marásnál, általában csak egy részük jelentkezik.

## Védettsége
A század első felében a mérgeskígyók számát úgy csökkentették, hogy vérdíjat tűztek ki a fejükre. 1911 és 1913 között Karintiában 473 példányért fizettek fejpénzt. Krajnában 1912-ben 14623 homoki viperára fizettek vérdíjat. Ezek a számok meg sem közelítik a Bosznia-Hercegovina területén végzett hajtóvadászatot, melynek eredménye 863 000 kígyó, többségében homoki vipera, rézsikló, de még lábatlan gyík kiirtása is. A 60-as években, szintén Jugoszlávia egyes területein Egyiptomi mongúz (Herpestes ichneumon) betelepítésével igyekezték kiirtani a mérgeskígyókat, de mivel ezek az emlősök nem válogatnak, így más hüllőfajokat is irtott.
Az osztrák homoki vipera (V. a. gregorwallneri) állományt hivatásos kígyóvadászok tizedelték, hogy a terraristák és a gyógyszeripar igényeit kielégítsék. Az építkezések is oly mértékben járultak hozzá élőhelyek zsugorodásához, hogy ez az alfaj Ausztriában a kihalástól fenyegetett fajok közé tartozik. A kígyófarmokon élő példányok a rendszeres méregleadás és az ebből következő stressz miatt csak általában 2-3 évig élnek.
A Berni egyezmény természetvédelmi szempontból jelentős állatfajok közé sorolta (Appendix II).

## Hasonló fajok
A homoki viperához hasonló fajok:
- Keresztes vipera (Vipera berus)
- Áspisvipera (Vipera aspis)
- Fitosorrú vipera (Vipera latastei)

| •             | V. ammodytes                | V. aspis             |
| ------------- | --------------------------- | -------------------- |
| Méret (max.)  | 110 cm                      | 75 cm                |
| Rostale       | egy sor                     | két-három sor        |
| Nasale        | orrszarv                    | orr felfelé ível     |
| Frontale      | osztott?                    | nem teljesen osztott |
| Supraocularia | 10-13 pár két teljes sorban | kettő vagy egy sor   |
| Dorsalia      | 21-40 sor                   | 21-23 sor            |
| Ventralia     | 133-160                     | 134-169              |
| Subcaudalia   | 24-46 pár                   | 30-49 pár            |

Terráriumi körülmények között a homoki vipera (V. ammodytes) különböző alfajai az áspisvipera (V. aspis) egyes alfajaival képesek hibrideket létrehozni. A két faj elterjedése Olaszország északi részén, egy kis területen ugyan átfedi egymást, de innen még nem jelentettek olyan egyedeket, melyek feltehetően hibridek lennének.
Hibridek ismérvei:
- az orr felfelé hajlik mint a V. aspisnál, vagy legfeljebb 2 mm hosszú orrszarvba megy át
- fej rajzolata X alakú
- frontale és parietalia maradványai jól láthatóak
- rostrale alakja hasonlít a V. beruséhoz
- subocularia néha 2 sorba rendeződik
- supralabialia általában 10 pikkelyből áll (Ausztriában a ez a V. berus-nál általában 8-9)
- feketés elszíneződés(melanisztikus az egyedek 25%-a)
- farokvég nem korall vörös hanem a sárgától a narancsszínig terjed
- néha tiszta fehér ajakpajzsok figyelhetők meg, ami a V. berusnál gyakori, de a V. ammodytesnél igen ritka
- a fej kevésbé válik el a törzstől és keskenyebb is

## Szinonímák
- Coluber Ammodytes - Linnaeus, 1758
- Vipera Illyrica - Laurenti, 1768
- Vipera ammodytes - Sonnini & Latreille, 1801
- [Vipera (Echidna)] Ammodytes - Merrem, 1820
- Cobra ammodytes - Fitzinger, 1826
- [Pelias] Col[uber]. ammodytes - Boie, 1827
- Vipera (Rhinechis) Ammodytes - Fitzinger, 1843
- V[ipera]. (Vipera) ammodytes - Jan, 1863
- Vipera ammodytes - Eber, 1863
- Vipera ammodytes - Boulenger, 1896
- [Vipera ammodytes] var. steindachneri - Werner, 1897
- Vipera ammodytes [ammodytes] - Boulenger, 1903
- Vipera ammodytes ammodytes - Zarevsky, 1915
- Teleovipera ammodytes - Reuss, 1927
- Vipera ammodytes ammodytes - Mertens & Müller, 1928
- Rhinaspis illyrica litoralis - Reuss, 1935
- Rhinaspis illyrica velebitensis - Reuss, 1935
- Rhinaspis illyrica f[orma]. melanura - Reuss, 1937
- Vipera ammodytes ruffoi - Bruno, 1968
- Vipera (Rhinaspis) ammodytes ammodytes - Obst, 1983
- Vipera ammodytes - Golay et al., 1993[1]